# Abulfeda (kráter)

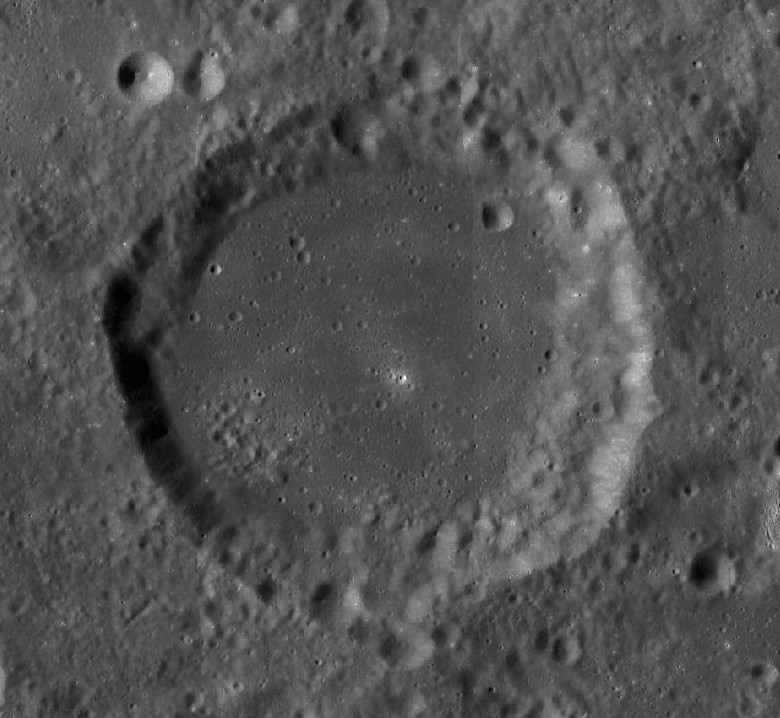

Abulfeda je měsíční impaktní kráter nacházející se v centrální části Měsíce. Na severovýchodě je kráter Descartes, na jihovýchodě Almanon. Na sever je kráter Dollond. Řetěz kráterů s názvem Catena Abulfeda vede mezi jižním okrajem Abulfedy a severním okrajem Almanonu a poté pokračuje v délce 210 kilometrů přes Rupes Altai. Kráter byl pojmenován po kurdském historikovi syrského původu ze 14. století Ismaelovi Abul-fidovi. 
Na jižní i severovýchodní straně jsou okraje kráteru překryty několika malými krátery. Vnitřní stěna valu je na východě znatelně širší a na severu mělká a zerodovaná. Dno kráteru bylo zatopeno výlevem z Mare Imbrium čedičovou lávou. Dno je relativně hladké a nevýrazné. Kráter postrádá centrální vrcholek, který mohl být pohřben lávou. Zdá se, že vnitřní strany byly poněkud vyhlazeny, pravděpodobně v důsledku menšího bombardování nebo seismickou aktivitou v okolí.